# Жерар Депардьє
Жера́р Ксав'є́ Марсе́ль Депардьє́ (фр. Gérard Xavier Marcel Depardieu; нар. 27 грудня 1948, м. Шатору, Ендр, Франція) — французький актор, лауреат премій «Золотий глобус» і «Сезар». З 1967 року взяв участь у більш ніж 250 фільмах — майже в усіх у головній ролі. Він є другим найкасовішим актором в історії французького кіно після Луї де Фюнеса. Здебільшого відомий як характерний актор та за ролями багатьох провідних історичних і вигаданих постатей, зокрема Жоржа Дантона, Обелікса, Йосипа Сталіна, Оноре де Бальзака, Александра Дюма, Огюста Родена, Жана Вальжана, Христофора Колумба та інших.
Депардьє є кавалером ордена Почесного легіону та ордену «За заслуги» у Франції. У січні 2013 року отримав громадянство Росії, того ж місяця став культурним послом Чорногорії.
Працював із понад 150 режисерами, серед яких найвідоміші співпраці: Жан-Люк Годар, Франсуа Трюффо, Моріс Піала, Ален Рене, Клод Шаброль, Рідлі Скотт і Бернардо Бертолуччі. Депардьє здобув визнання за ролі у фільмах «Останнє метро» (1980, премія «Сезар» за найкращу чоловічу роль), «Поліція» (1985, Кубок Вольпі за найкращу чоловічу роль), «Жан де Флоретт» (1986, найкраща чоловіча роль на Каннському кінофестивалі), «Сірано де Бержерак» (1990, друга премія «Сезар», номінація на премію «Оскар» за найкращу чоловічу роль).

## Біографія

### Ранні роки життя
Батько Жерара — Рене Депардьє — мав прізвисько Деде (фр. Dédé Depardieu) і походив із селянської родини, яка мала глибоке коріння у департаменті Ендр поблизу м. Шатору. Він народився 1923 року, не мав ніякої освіти і був неписьменним, рано залишив сімейну ферму і подався до міста, де почав працювати бляхарем. Тут він зустрів майбутню матір Жерара — Аліс Марійє, котру усі називали Лілет (фр. Lilette Mariller). Вона народилася того ж року, що й Деде у департаменті Юра біля швейцарського кордону у родині військового льотчика, якого перевели на службу до м. Шатору. Під час Другої Світової Війни Шатору перебувало під німецькою окупацією, але, попри це, Деде і Лілет зустрілися та закохалися, і незадовго до визволення та закінчення війни, а саме 19 лютого 1944 року, офіційно побралися в міській ратуші. Після закінчення війни молода сім'я жила дуже бідно: Деде був гарним бляхарем, але економіка країни була в занепаді, постійного заробітку не було. У вересні 1945 року у них народилася перша дитина, старший брат Жерара — Ален, а через два роки — 1947 року — дочка Елен. Фінансове становище було настільки важким, що сім'я існувала здебільшого завдяки соціальній допомозі уряду.
Як написав сам Депардьє у власній 192-сторінковій автобіографії — коли мати ним завагітніла — вона намагалася зробити собі аборт за допомогою в'язальної спиці, але невдало. Коли 27 грудня 1948 р. народився Жерар, окрім фінансових проблем додалися ще й проблеми сімейні: Деде почав пити і зникати з дому, залишаючи Лілету наодинці із трьома дітьми. Пізніше, через сім років, у родині народилося ще троє дітей  — Катрін, Франк та Ерік.

Маленький Жерар із сестрою Еленою та старшим братом Аленом

Батьки були дуже часто холодні і непривітні у стосунках з дітьми і здебільшого залишали їх наодинці: Деде, через те, що не міг знайти роботу, проводив увесь вільний час у барах і випивав,— а мати з розпачу навчилася тримати все в собі. Від браку батьківської теплоти і спілкування у маленького Жерара розвинулися проблеми з мовленням, він почав затинатися і майже все своє дитинство спілкувався жестами і коротенькими фразами. У початковій школі Жерар спочатку вчився добре, хоча проблеми з мовленням робили його часто невпевненим у собі та мовчазним.
Тим часом із утворенням військового блоку НАТО до міста прибула американська військова база і значне число американських пілотів і службового персоналу. Депардьє та інші діти міста проводили майже весь час на базі, спілкуючись із військовими й цивільними американськими службовцями, які переїхали до Шатору. Для Жерара і його брата Алена, як і для багатьох інших дітлахів Шатору, військова база стала другим домом, місцем, де вони пізнавали американську культуру, американські фільми та музику. Уже в підлітковому віці Жерар проводив більше часу на американській базі та з військовими, ніж вдома чи на уроках. Батьки давали раду Жерарові як могли, але з часом його поведінка й успішність у школі почали значно погіршуватися — і до такої міри, що його залишили ще на один рік у середній школі. Причиною були не так розумові здібності хлопця, як відсутність підтримки батьків та заохочення вчителів. Після цього, від розпачу, поведінка Жерара та ставлення до школи погіршилися ще більше і він втратив будь-яке зацікавлення в навчанні. З весною 1962 року Жерар нарешті отримав свідоцтво неповної середньої освіти та твердо вирішив залишити школу назавжди.

### Юність
Восени 1962 року почав працювати складачем-шрифтувальником у друкарні міста Шатору. Разом із тим він продовжував проводити багато часу на американській військовій базі та з військовими. Коли в місті відкрилася боксерська студія, він почав займатися боксом. Особливого таланту у цьому виді спорту він не виявляв, а здебільшого був партнером, з яким тренувалися досвідченіші боксери. В одному з матчів йому зламали носа, — і завдяки новому суворому вигляду він здобув значної популярності, і на вулиці серед його друзів, і в барах міста, в яких він почав проводити дедалі більше часу. Одночасно Жерар познайомився з молодиками, які займалися крадіжками та перепродажем краденого палива з американської бази. Хоча його і членів цього угрупування неодноразово арештовувала поліція, формального звинувачення не було висунуто у зв'язку з неповноліттям Жерара. З часом поліція почала ставитися серйозно до злочинності серед молоді міста і в квартирі Депардьє було зроблено обшук: нічого не знайшли, але поліція запропонувала батькам відправити Жерара до колонії для неповнолітніх. Батько хлопця — Деде Депардьє — рішуче відмовився підписати дозвіл на таку пропозицію поліції, і натомість, Жерара взяли на облік у службі у справах неповнолітніх із застереженням, що він мав щомісяця відмічатися в поліції.
Ще у підлітковому віці Жерар був досить самостійним у виборі свого життєвого шляху. Неодноразово він залишав місто й подорожував спочатку довколишніми містами і селами, а пізніше навіть на Середземному морі. Він можливо й залишився б у Шатору, якби не його знайомий, який восени 1965 р. запросив його поїхати з ним до Парижа. Жерар спершу відмовився, але протягом трьох днів передумав — і, навіть не повідомивши батькам, просто поїхав до столиці й зупинився у квартирі друга, який навчався на курсах акторського мистецтва. Жодної конкретної мети в Парижі у Жерара не було, а з нудьги та простого зацікавлення одного дня він пішов разом із другом подивитися на курси та на школу, у якій той навчався. У класі досить ексцентричний викладач раптом запросив Жерара на сцену виконати зовсім спонтанний номер з пантомімою. Схвальна реакція викладача та студентів надихнули Жерара — і він вирішив серйозно зайнятися акторською справою та вступити на курси Жана-Лорана Коше, одного з найвідоміших професорів Франції з театрального мистецтва.
Актор визнав у біографічній книзі «Так вже сталося», що вперше пішов «на панель» займатися проституцією ще у 10-річному віці. Він з юних років відчув потяг до себе з боку гомосексуальних чоловіків і погоджувався на інтим з ними за гроші. Час від часу Жерар ще й грабував своїх клієнтів. «У 20 років в мені жив грабіжник. — Пише він у „Так сталося“, — Деяких клієнтів я грабував. Я бив їх і забирав у них всі гроші».

### Формативний період

У Парижі, 1965

Для того щоб остаточно вирішити вступити на курси акторського мистецтва, Жерару знадобився цілий рік. З кінцем осені 1966 року він наважився піти разом із друзями на прослуховування до акторської школи Жана-Лорена Коше (фр. Jean-Laurent Cochet). На відміну від інших претендентів, Депардьє обрав один із найважчих уривків з французької класики і так незграбно його виконав, що інші студенти в аудиторії почали сміятися. Однак Коше одразу розгледів акторський дар Депардьє і, незважаючи ні на що, запропонував юнакові вступити до школи, навіть не вимагаючи платні за навчання. Ба більше, Коше направив Жерара до лікаря логопеда-дефектолога, щоб той виправив вади мовлення, які були у Депардьє ще з дитинства. Коше сплатив з власної кишені курс лікування, яке також допомогло Жерару позбутися затинання та взагалі відкоригувало систему мовлення і слуху.
У той же час Депардьє почав удосконалювати себе як актора: виправляв вимову, інтонацію і експресивність, захоплено перечитував французьку класику, якої ніколи не читав у дитинстві. У класі Жана-Лорена Коше він був найкращим і найстараннішим студентом. Його наполегливість і працьовитість кардинально змінили його життя: за цей час він не тільки зріс духовно, але й змінився фізично. Із шаторуського розбишаки він перетворився на розсудливого й уважного учня, почав удосконалювати себе, відвідувати художні виставки та насолоджуватися культурним життям французької столиці.
Приблизно у той самий час, восени 1968 року, Жерар познайомився в Парижі зі студенткою Коше — Елізабет Ґіньйо (фр. Elisabeth Guignot). На відміну від Депардьє, Елізабет походила з давнього аристократичного роду та належала до однієї із заможних паризьких родин. Попри це, Елізабет виявилася дуже самостійною дівчиною, незалежною від бажань батьків та вимог свого оточення. Просте зацікавлення в одному з провідних учнів Коше переросло у дружбу, а згодом — у кохання. Коли Елізабет і Жерар вирішили взяти шлюб 11 квітня 1970 р. це майже нікого не здивувало, окрім батьків Жерара з Шатору. Деде і Лілетта почувалися ніяково на весіллі, проте були щасливі, що їхній син просувався по щаблях соціальної драбини Парижа.

## Творчість

### Перші ролі
Ще за часів навчання в акторській школі Коше прізвище Депардьє стало відомим декільком режисерам, які запрошували його на невеличкі ролі в різних виставах та в різних театрах. Його дебютом у кіно стала епізодична роль у 1965 році у короткометражному фільмі «Бітнік і піжон» (фр. Le Beatnik et le minet). Після одруження його дружина спочатку користувалася більшою прихильністю режисерів і знімалася більше ніж сам Жерар. Однак з часом у театральних колах Парижа Жерара Депардьє почали згадувати та запрошувати не тільки в театральні постановки, але і в телепрограми, і на епізодичні ролі в кіно. У кіно та на телебаченні Жерар саме тоді виконував здебільшого малозначні, епізодичні ролі злочинців і хуліганів. А з початком 70-х років його запросив до себе відомий режисер Клод Режі (фр. Claude Regy), і під його керівництвом Жерар не тільки почав виконувати надзвичайно широку гаму ролей та персонажів, але й познайомився з найкращими акторами та режисерами Франції.
У трупі Режі та на численних презентаціях та виставах ім'я Жерара також стало відомим видатному кінорежисеру та письменнику Франції Бертрану Бліє (фр. Bertrand Blier). Бліє саме тоді збирався екранізувати свою п'єсу «Вальсуючі» (фр. Les valseuses) про конфлікт поколінь та про неординарну, часом і навіть деструктивну поведінку молодого покоління Франції. Бернар Бліє шукав молодого актора на роль одного із розбишак у фільмі і, хоча цінував талант Депардьє, вважав його непридатним для цієї ролі. Жерар, натомість, дізнавшись, почав наполегливо пропонувати себе на роль у фільмі та переконувати кінорежисера у своїй відповідності на цю роль. Згодом Бліє погодився і, як виявилося пізніше, не помилився у своєму виборі — і Жерар, і фільм, одразу стали справжньою сенсацією у Франції і поза її кордонами. Хоча відношення до контроверсійної тематики кінофільму у 1971 р. було різне, більшість критиків гідно оцінили його високий художній рівень та відмітили хорошу гру акторів — у тому числі і Жерара Депардьє. Успіх фільму та одного з їх співгромадян високо оцінили й жителі Шатору, де Жерар відразу став знаменитістю.

### Творчий успіх
Після першого великого успіху у «Вальсуючих» Депардьє почали пропонувати дедалі більше ролей у театрі й кіно. Він рідко відмовлявся і грав різні ролі — від комедії до драми. У Жерара була й нагода співпрацювати з видатними режисерами і акторами Франції та почуватися з ними на рівних. Інший фільм, у якому він знімався у 1977 р. з Бліє, був «Приготуйте ваші носовички» (фр. Preparez Vos Mouchoirs). Актор знову користувався успіхом та одержав схвальну реакцію критиків і навіть отримав «Оскара» у 1978 р. Згодом, у 1980 році, Депардьє отримав престижну французьку премію «Сезар» за роль підпільника руху опору під час Другої світової війни у фільмі «Останнє метро».
Тим часом родина Депардьє почала зростати: 7 квітня 1971 р. у народився син Ґійом, а двома роками пізніше — 18 червня 1973 р. — донька Жулі. З новим достатком, який приносили численні ролі в кіно, Жерар та Елізабет нарешті змогли купити власний будинок у передмісті Парижа і переїхати туди разом з сім'єю. Старша сестра Жерара, Елен, переїхала до них і допомагала доглядати за дітьми, а пізніше одружилася з одним з друзів актора.
Протягом майже цілого десятиліття Жерар наполегливо працював, знімаючись щороку в декількох фільмах. Більшість із них приносили актору фінансовий достаток, але поза Францією він залишався здебільшого невідомим. Одним із перших фільмів, які зажили йому міжнародної слави, стала кінокомедія «Невдахи» (фр. La Chèvre), в якій він грав разом з відомим коміком П'єром Рішаром (фр. Pierre Richard). Кінокомедія була дуже популярною в Європі та Радянському Союзі і в 1981 р. лише у Франції її подивилося півтора мільйона людей. Разом з Рішаром він знявся ще у двох кінокомедіях: «Татусі» (фр. Les Compères) та «Втікачі» (фр. Les Fugitifs). Наступним великим успіхом Депардьє стає роль у фільмі «Жан де Флорет», де він зіграв разом зі своєю дружиною Елізабет. Фільм мав схвальну пресу, отримав «Оскара» у 1986 р. і ще більше підняв авторитет Депардьє як одного з найкращих акторів Франції.

### Визнання і слава
Хоча Депардьє був популярним в Європі, у США він залишався здебільшого невідомим. Першим фільмом після «Жана де Флорет», який приніс йому світову славу, став «Сірано де Бержерак». Депардьє вже був настільки відомим, що сценаристи та продюсери погодилися знімати цей фільм тільки за умови, що саме він гратиме головну роль Сірано де Бержерака. Таким чином, сценарій фільму був написаний майже виключно для нього. Депардьє вдалося не лише виправдати, але і перевершити всі сподівання продюсерів. А фільм отримав не тільки премію «Сезар», але й був номінований на «Оскар» у декількох категоріях, зокрема і за найкращу акторську гру Жерара Депардьє.
Жерар вирішив підкорити Сполучені Штати і прийняв запрошення у 1990 р. знятися у кінофільмі про життя іммігрантів у США — «Зелена картка». Перший фільм, знятий англійською мовою, виявився дуже успішним і Депардьє миттєво став відомим широкому загалу американської аудиторії. Проте разом зі славою у США Депардьє став об'єктом пильної уваги американської преси — і її гонитва за сенсаційними деталями із життя актора вилилася у справжній скандал. Американський журнал «Тайм» оприлюднив інтерв'ю Депардьє, в якому його слова неправильно переклали та звинуватили в зґвалтуваннях. Жерар буцімто брав участь у зґвалтуванні в дев'ятирічному віці, дарма що сам актор неодноразово заперечував ці твердження. У Франції журнали звинуватили його в махінаціях та в намаганні вплинути на рішення Американської академії кіномистецтв стосовно присудження «Оскара». Хоча його адвокати та дружина Елізабет радили подати в суд на журнал, побоювання ще більшої уваги з боку американської преси примусили Жерара відмовитися від таких намірів. Натомість він почав уникати контактів з американською пресою й усамітнився на острові Маврикій, де знімав наступний фільм під назвою «Мій тато — герой» (фр. Mon Pere, Ce Heros). Як і очікувалося, ні Жерар Депардьє, ні «Сірано де Бержерак» не отримали «Оскара», однак за «Зелену картку» (англ. Green Card) у 1991 р. він отримав у США «Золотий глобус».
20 жовтня 2005 року брав участь у скандально відомому телешоу італійського співака Адріано Челентано «Рок-політика».

## Особисте життя
З новим статусом суперзірки світового рівня Жерар Депардьє став не тільки улюбленцем французької та світової аудиторії, але й бажаним актором для багатьох кінорежисерів та сценаристів. Не збавляючи темп своїх зйомок, Депардьє продовжував щороку зніматися в декількох фільмах у провідних французьких та світових режисерів. Великі, багатомільйонні гонорари дозволили Жерару купити замок з виноградниками в провінції та присвятити свій вільний час виробництву вина — хобі, яким він давно мріяв зайнятися. До виноградників у провінції Анжу він додав ще виноградники в Алжирі, Італії, Марокко.
Тим часом стосунки в родині Депардьє почали погіршуватися: наприкінці 1992 року його сина Ґійома — молодого, перспективного актора, заарештували за продаж наркотиків та засудили до декількох місяців тюремного ув'язнення. Опісля шлюб з Елізабет розпався: Жерар зізнався в позашлюбних стосунках з актрисою Карін Сіла, у якої у 1992 р. народилася дочка Роксана Депардьє. У 1996 році було офіційно оформлене розлучення з Елізабет. У 1998 р. він знову одружився — з акторкою Кароль Буке (фр. Carole Bouquet). Депардьє пережив дві тяжкі аварії: у 1996 р. сталося зіткнення його літака, а в 1998 р. він потрапив у тяжку аварію на мотоциклі і вижив тільки завдяки диву. Жерар завжди залишався гурманом і часто зловживав винами та їжею, що й призвело до серцевих захворювань і у 2000 р. він переніс операцію п'ятикратного коронарного шунтування. З того часу актор став приділяти більше уваги своєму здоров'ю, йому навіть вдалося значно схуднути. Ці події спонукали його написати у 2004 р. свою автобіографію «Нескорений» (фр. L'Insoumis). У жовтні 2008 року раптово помер від пневмонії його син Ґійом. Незважаючи ні на що, Жерар Депардьє продовжує зніматися в фільмах і, завдяки своєму статусу суперзірки, отримує найвищі гонорари серед французьких акторів. Загалом він знявся у більш ніж 170 фільмах і в майже у 60-річному віці заявив, що зупинятися — не збирається.
2023 року проти Депардьє було подано 13 нових позовів зі звинуваченнями в сексуальному насильстві. 13 жінок звинуватили його в домаганнях під час зйомок фільмів протягом 2004—2022 років.

### Зміна громадянства
У 2012 році Депардьє переїхав до Бельгії, щоб не платити податок на розкіш. «Всі ті, хто залишив країну, не були ображені так сильно, як я», — зазначив Депардьє. Актор заявив, що він відмовляється від французького паспорта та соціального страхування, яким він ніколи не користувався. «У нас більше немає спільної країни, я справжній європеєць, громадянин світу, як мене завжди вчив мій батько», — написав Депардьє. Більшість часу він перебуває у бельгійському місті Нешен, де має будинок. Купувати квартиру в Москві він передумав.
3 січня 2013 року президент Росії Володимир Путін підписав указ стосовно прийняття Жерара Депардьє до громадянства РФ. 23 лютого 2013 року Жерар Депардьє був офіційно зареєстрований за місцем проживання в будинку номер 1 по вулиці Демократична у центральній частині столиці Мордовії Саранську. Ця квартира належать родичам директора Держфільмофонду РФ Миколи Бородачова, який є давнім другом актора. 25 лютого 2013 року Жерар Депардьє став почесним громадянином Чеченської республіки, а глава Чечні Рамзан Кадиров вручив йому документи на п'ятикімнатну квартиру. У червні 2013 року Жерар Депардьє заявив, що більше не вважає себе французьким актором. Натомість він є франко-російським актором, і хоче мати паспорти 7-ми країн світу.
У лютому 2022 року Депардьє повідомив, що став громадянином Об’єднаних Арабських Еміратів, але не уточнив, коли це сталося.

## Депардьє і Україна

### До 2014 року
Жерар Депардьє завжди любив подорожувати і відвідав безліч країн майже на всіх континентах планети. Його зацікавлення культурами та народами призвело до знайомства з багатьма провідними особистостями, незалежно від їхніх політичних уподобань. Так, наприклад, незважаючи на критику Фіделя Кастро з боку французької преси, Депардьє завжди був його персональним другом.
В Україну Депардьє почав приїздити після 1991 року, де він мав ділові контакти, цікавився кримськими винами та мав намір придбати виноградники в Криму. Також були у нього плани відкрити власний ресторан у Києві. Певний час йшли перемовини щодо екранізації «Тараса Бульби», у якому Жерар планував зіграти роль. 2004 року Депардьє знявся у двох рекламних роликах компанії «Київстар», де говорив українською.
2011 року Депардьє знявся у рекламі французького банку «Crédit Agricole» під назвою «Це має сенс», де наприкінці також вимовив гасло банку українською. Однаково добрі стосунки Депардьє мав як з Леонідом Кучмою, так і з Віктором Ющенком. Відразу після Помаранчевої революції Депардьє знову приїхав до України привітати нового президента Ющенка, з яким пізніше у Депардьє зав'язалися тісні, дружні стосунки. Разом із Віктором Ющенком та президентом Грузії Міхеілом Саакашвілі він святкував Різдво Христове в Українських Карпатах, де йому припали до душі як природа, так і місцева культура з її прикладними мистецтвами. Жерар Депардьє також зізнався, що вважає Віктора Ющенка і його дружину Катерину своїми друзями — і досить регулярно їх відвідує.

### Після 2014 року
29 серпня 2014 року Жерар Депардьє заявив, що Україна є частиною Росії.
|  | «Я люблю Росію і Україну, яка є її частиною» |

У травні 2015 р., під час кінофестивалю у Каннах, Депардьє сказав у мікрофон: «Слава Україні!», що стало відповіддю журналістці на питання, чи змінив він своє ставлення до президента Росії В. Путіна та Росії через війну на сході України. Актор сказав, що симпатизує українцям, обожнює Україну і Крим, куди неодноразово їздив. Говорячи про Ющенка, Депардьє сказав, що він ніколи не прагнув до влади, яка потрапила до його рук практично випадково. Відповідаючи на запитання російських журналістів, Депардьє заявив, що «ніхто не розуміє», що відбувається в Україні, чи в Росії, «чи у Великоросії» і, як і всі, не любить війну. Крім того, не забув він нагадати і про свою любов до Путіна.
28 липня 2015 р. СБУ на підставі подання Міністерства культури ухвалила рішення про заборону в'їзду Депардьє на територію країни на 5 років.
4 серпня Віктор Ющенко сказав, що Депардьє ще декілька років тому називав Путіна нецензурними словами. Ющенко додав, що вважав таку позицію Депардьє його переконанням, тому не може уявити, які мотиви змусили «людину в роках так помилятися».
8 серпня 2015 року Депардьє внесено до «Чорного списку Міністерства культури України».
У березні 2022 року засудив офіційне вторгнення Росії в Україну та засудив Путіна за «злочинні безчинства» в Україні, а також заявив, що російський народ не несе відповідальність за божевільні, неприйнятні безчинства своїх лідерів, таких як Путін. Жерар пообіцяв передати всі свої заробітки за три виступи в Парижі українським жертвам «трагічної братовбивчої війни».

## Цікаві факти
- У своїх мемуарах Депардьє зізнався, що в молодості заради грошей займався чоловічою проституцією. «У свої 10 років я виглядав на п'ятнадцять. Із самої юності я усвідомив, що приваблюю гомосексуалів. Коли ж чоловіки просили мене про інтимні послуги, я просив взамін гроші» — згадував актор. Крім того, Депардьє розкопував свіжі могили, щоб знайти цінні речі (такі як прикраси, взуття)[40].
- У липні 2015 року Жерар Депардьє відвідав Білорусь, де мав зустріч із диктатором Лукашенком, який в свою чергу навчив актора косити траву і показав свою резиденцію «Озерний». Крім сільського господарства, Депардьє та Лукашенко обговорили питання співпраці Білорусі та Франції у культурній сфері[41].

## Фільмографія
- 1972 — Довічна рента / Le Viager
- 1973 — Вальсуючі / Les Valseuses
- 1973 — Двоє в місті / Deux hommes dans la ville — молодий гангстер
- 1974 — Ставіски / Stavisky… — винахідник
- 1976—1900 / Novecento
- 1976 — Бароко / Barocco
- 1976 — Я тебе кохаю… Я тебе теж ні / Je t'aime moi non plus
- 1977 — Приготуйте ваші носовички / Preparez Vos Mouchoirs
- 1979 — Холодні закуски / Buffet Froid
- 1979 — Затор — неймовірна історія / L'ingorgo — Una storia impossibile — Франко, чоловік Анджели
- 1980 — Останнє метро / Le Dernier Metro
- 1980 — Мій американський дядечко / Mon oncle d'Amérique — Рене Раґно
- 1980 — Я вас кохаю / 	Je vous aime — Патрік
- 1980 — Лулу / Loulou
- 1981 — Невдахи / La Chèvre
- 1981 — Вибір зброї / Le Choix Des Armes
- 1982 — Дантон / Danton
- 1983 — Татусі / Les Compères
- 1983 — Місяць у стічній канаві / La Lune Dans Le Caniveau
- 1984 — Форт Саган / Fort Saganne
- 1985 — Одна жінка чи дві / Une Femme Ou Deux
- 1986 — Вечірня сукня / Tenue de soirée
- 1986 — Втікачі / Les Fugitifs
- 1986 — Жан де Флоретт / Jean De Florette
- 1988 — Каміла Клодель / Camille Claudel
- 1988 — Дивне місце для зустрічі / Drôle d’endroit pour une rencontre
- 1989 — Занадто красива для тебе / Trop Belle Pour Toi
- 1990 — Сірано де Бержерак / Cyrano De Bergerac
- 1990 — Уран / Uranus
- 1990 — Зелена картка / Green Card
- 1991 — Мій тато — герой / Mon père, ce héros
- 1992 — 1492: Завоювання раю / 1492: Conquest Of Paradise
- 1992 — Усі ранки світу / Tous Les Matins Du Monde
- 1993 — Жерміналь / Germinal
- 1994 — Мій тато — герой / Mon Pere, Ce Heros
- 1994 — Звичайна формальність / Una Pura Formalita
- 1994 — Полковник Шабер / La Colonel Chabert
- 1994 — Машина / La Machine
- 1995 — Сто й одна ніч Сімона Сінема / Les Cent et une nuits de Simon Cinéma
- 1995 — Еліза / Élisa
- 1995 — Між ангелом і бісом / Les Anges gardiens
- 1995 — Шибеник / Le Garçu
- 1995 — Гусар на даху / Le hussard sur le toit
- 1996 — Зриваючи зірки / Unhook the Stars
- 1996 — Боґус / Bogus
- 1996 — Секретний агент / The Secret Agent
- 1996 — Небезпечний фах / Le Plus beau métier du monde
- 1996 — Гамлет / Hamlet
- 1997 — XXL / XXL
- 1998 — Людина в залізній масці / The Man in the Iron Mask
- 1998 — Слова кохання / La Parola amore esiste
- 1998 — Граф Монте-Крісто / Le comte de Monte Cristo (телесеріал)
- 1998 — Красуні / Bimboland
- 1999 — Астерікс і Обелікс проти Цезаря / Astérix et Obélix contre César
- 1999 — Міст між двома річками / Un pont entre deux rives
- 1999 — Бальзак / Balzac (TV)
- 2000 — Мірка / Mirka
- 2000 — З усім коханням / Tutto l'amore che c'è
- 2000 — Актори / Les Acteurs
- 2000 — Ватель / Vatel
- 2000 — Знедолені / Les Misérables
- 2001 — Відок / Vidocq
- 2002 — Астерікс і Обелікс: Місія Клеопатра / Astérix & Obélix: Mission Cléopâtre
- 2003 — Невдахи / Tais-toi!
- 2003 — Щасливої дороги! / Bon Voyage
- 2003 — Наталі... / Nathalie…
- 2003 — Вольпоне / (Volpone)
- 2004 — Набережна Орфевр, 36 / 36 Quai des Orfèvres
- 2004 — Повернути час назад / Les Temps qui changent
- 2004 — Мільйон років до нашої ери / RRRrrrr !!!
- 2004 — Жінка-мушкетер / La Femme Musketeer
- 2005 — Життя Мішеля Мюллера прекрасніше за ваше / La Vie de Michel Muller est plus belle que la vôtre
- 2005 — Просто друзі / Je préfère qu'on reste amis…
- 2005 — Везе, як утопленикові / Boudu
- 2005 — Прокляті королі / Les Rois maudits (телесеріал)
- 2005 — Скільки ти коштуєш? / Combien tu m'aimes?
- 2005 — Олє! / Olé!
- 2005 — Коли я був співаком / Quand j'étais chanteur de Xavier Giannoli
- 2006 — Париже, я люблю тебе / Paris, je t'aime
- 2006 — Остання відпустка / Last Holiday
- 2007 — Життя у рожевому кольорі / La Môme
- 2007 — Мішу з Д'Обера / Michou d'Auber
- 2008 — Астерікс на Олімпійських іграх / Astérix aux Jeux Olympiques
- 2008 — Вавилон Н. Е. / Babylon A.D.
- 2008 — Ворог держави № 1/ L'instinct de mort
- 2008 — Всё могут короли (російський фільм)
- 2008 — Привіт, прощавай! / Alain Gaash
- 2008 — Діти з Тімпельбаха / Les enfants de Timpelbach
- 2008 — Диско / Disco
- 2009 — 13 відділ/ Diamant 13
- 2009 — Коко / Coco
- 2009 — Белламі / Bellamy
- 2009 — Спочатку / À l'origine
- 2009 — Чаклунська книга Аркіндіаса / Le grimoire d'Arkandias
- 2010 — Інший Дюма / L'autre Dumas
- 2010 — Мамонт / Mammuth
- 2010 — Ділова жінка / Une femme d'affaires
- 2010 — Ваза / Potiche
- 2010 — Чистий аркуш / фр. Lf tête en friche
- 2010 — Антоніо Вівальді / Vivaldi
- 2012 — Життя Пі / Life of Pi
- 2012 — Астерікс і Обелікс у Британії / Astérix chez les Bretons
- 2012 — Людина, яка сміється / L'Homme qui rit
- 2013 — Прощання з дурнями / A Farewell to Fools
- 2013 — Зайцев +1 (російський серіал)
- 2013 — Распутін
- 2015 — Долина любові / Valley of Love
- 2016 — Сент-Амур / Saint-Amour
- 2016 — Кінець / The End
- 2016 — Канапа Сталіна / Le divan de Staline
- 2016 — Мата Харі / Mata Hari
- 2016 — Тур де Франс / Tour de France
- 2017 — Нехай світить сонце / Un beau soleil intérieur
- 2017 — Добре яблуко / Bonne Pomme
- 2020 — Творці: минуле / Creators: The Past